# Gros-Chastang
Gros-Chastang is een gemeente in het Franse departement Corrèze (regio Nouvelle-Aquitaine) en telt 174 inwoners (1999). De plaats maakt deel uit van het arrondissement Tulle.

## Geografie
De oppervlakte van Gros-Chastang bedraagt 13,6 km², de bevolkingsdichtheid is 12,8 inwoners per km².
Er zijn 172 inwoners (anno 2007).
De onderstaande kaart toont de ligging van Gros-Chastang met de belangrijkste infrastructuur en aangrenzende gemeenten.

## Demografie
Onderstaande figuur toont het verloop van het inwonertal (bron: INSEE-tellingen).